# Hackås
Hackås est une localité de Suède dans la commune de Berg située dans le comté de Jämtland.
Sa population était de 525 habitants en 2019.